# Lin Šin
| Imena                               | Imena                       |
| ----------------------------------- | --------------------------- |
| Priimek                             | Dzi (kitajsko: 子)          |
| Rojstno ime                         | Šjan (kitajsko: 先)         |
| Prestolno ime (po Šidžiju)          | Lin Šin (kitajsko: 廪辛)    |
| Prestolno ime (z orakeljskih kosti) | (ni znano)                  |
| Prestolno ime (po Džušu Džinjanu)   | Feng Šin (kitajsko: 冯辛)   |
| Tempeljsko ime                      | Džja Dzong (kitajsko: 甲宗) |
| Posmrtno ime                        | Kralj Gong (kitajsko: 共王) |

Lin Šin (kitajsko 廩辛) je bil kralj kitajske dinastija Šang, * ni znano, † ok. 1220 pr. n. št.  
V Bambusnih letopisih in  Zgodovini Hanov (汉书, 古今人表) je omenjen kot Feng Šin (冯辛). Po prihodu na oblast je dobil prestolno ime Gengjan (庚寅). Vladal je iz Jina (殷). Po zapisih v Bambusnih letopisih je vladal štiri leta, po Zapisih velikega zgodovinarja pa šest let. 